# Pronophila bernardi
Pronophila bernardi is een vlinder uit de onderfamilie Satyrinae van de familie Nymphalidae. De wetenschappelijke naam van de soort is voor het eerst geldig gepubliceerd in 2004 door Pyrcz.